# Boeing CH-113 Labrador
Il Boeing CH-113 Labrador è la versione canadese del Boeing CH-46 Sea Knight. Era un bimotore per il soccorso e il trasporto usato dal 1963 al 2004.

## Impiego operativo
La Royal Canadian Air Force (RCAF) acquistò sei elicotteri CH-113 Labrador per il ruolo di ricerca e salvataggio e l'esercito canadese altri 12 esemplari del modello simile Voyageur CH-113A per il medio trasporto. Il primo degli elicotteri della RCAF entrò in servizio l'11 ottobre 1963.
Il Labrador è stato dotato di uno scafo a tenuta stagna per gli sbarchi in mare e di un gancio da carico capace di sostenere 5.000 kg. È caratterizzato da un'autonomia di volo di 1.110 km, è in grado di trasportare le attrezzature mediche e 18 passeggeri. Dal 1990 l'uso pesante ed il clima ostile cominciarono a farsi sentire sulla flotta dei Labrador, con un conseguente aumento dei costi di manutenzione e si è resa necessaria la sostituzione.

### SAR-CUP
Nel 1981 fu messo in atto per il CH-113 un rinnovamento di mezza-età, gestito dalla Boeing Canada. A questa revisione fu dato il nome di SAR-CUP (Search and Rescue Capability Upgrade Program), cioè programma di aggiornamento della capacità di soccorso e salvataggio.
Fu migliorata la strumentazione di bordo, il radar, l'unità ausiliaria di coda e le luci di ricerca. In totale sei CH-113 e cinque CH-113A furono aggiornati e l'ultimo fu consegnato nel 1984.

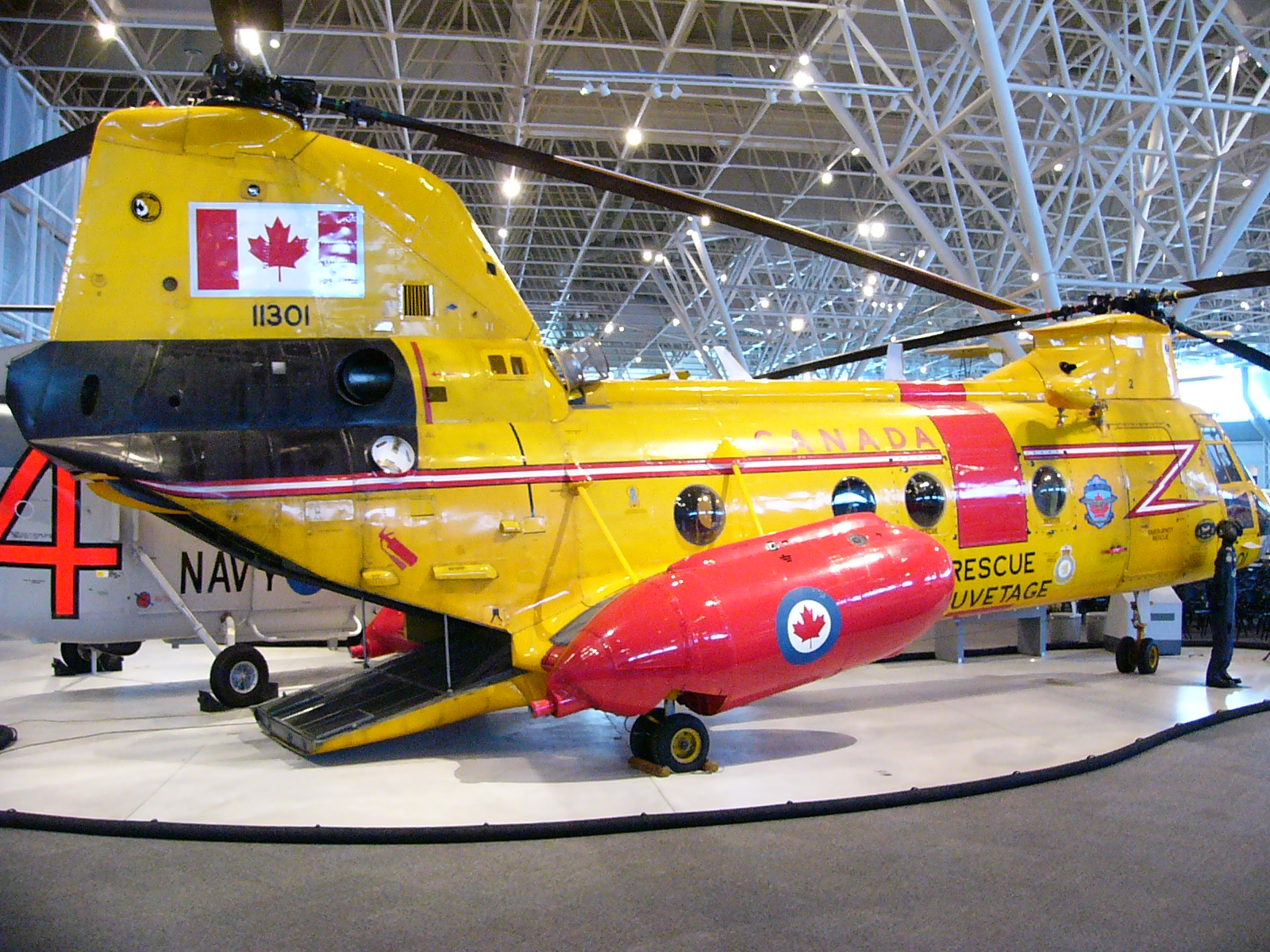
La rampa posteriore di accesso di un CH-113 Labrador.

## Varianti
CH-113 Labrador
Ricerca e soccorso versione canadese. Ne furono costruiti 6.
CH-113A Voyageur
Versione Utility per il Canadian Army. Ne furono costruiti 12.

## Utilizzatori
Canada
- Canadian Forces
- Canadian Army
- Royal Canadian Air Force

 Stati Uniti
- Columbia Helicopters

## Caratteristiche e design (CH-113)
- Equipaggio: 5 (2 piloti, 1 tecnico di volo e 2 addetti alla ricerca e soccorso)
- Capacità: 26 passeggeri
- Lunghezza: 25.70 m
- Diametro del rotore: 15.54 m
- Altezza: 5.1 m
- Peso a vuoto: 5,104 kg
- Peso massimo trasportabile: 9,706 kg

## Performance
- Velocità massima: 148 nodi; 274 km/h
- Autonomia: 1,110 km

## Velivoli comparabili
- Boeing CH-46 Sea Knight
- Boeing CH-47 Chinook